# 2012-es férfi kézilabda-Pánamerika-bajnokság
A 2012-es férfi kézilabda-Pánamerika-bajnokságot Argentínában, Buenos Airesben rendezték meg június 18. és 24.-e között. Az argentin csapat ötödszörre nyerte meg a kupát. Az első 3 helyezett kijutott a 2013-as férfi kézilabda-világbajnokságra.

## Eredmények

### Csoportkör
| Jelmagyarázat                                                        |
| -------------------------------------------------------------------- |
| A csoportok első két helyezettje bejut az egyenes kieséses szakaszba |
| A csoportok 3.-5. helyezettjei az 5.-9. helyért játszhattak          |

#### A csoport
| Csapat           | M | Gy | D | V | G+  | G-  | Gk  | P |
| ---------------- | - | -- | - | - | --- | --- | --- | - |
| Argentína        | 4 | 3  | 1 | 0 | 127 | 69  | +58 | 7 |
| Chile            | 4 | 3  | 1 | 0 | 123 | 95  | +28 | 7 |
| Grönland         | 4 | 2  | 0 | 2 | 123 | 117 | +6  | 4 |
| Egyesült Államok | 4 | 1  | 0 | 3 | 102 | 132 | –30 | 2 |
| Venezuela        | 4 | 0  | 0 | 4 | 103 | 165 | –62 | 0 |

#### B csoport
| Csapat   | M | Gy | D | V | G+  | G- | Gk  | P |
| -------- | - | -- | - | - | --- | -- | --- | - |
| Brazília | 3 | 3  | 0 | 0 | 118 | 39 | +79 | 6 |
| Uruguay  | 3 | 2  | 0 | 1 | 67  | 71 | –4  | 4 |
| Paraguay | 3 | 1  | 0 | 2 | 49  | 80 | –31 | 2 |
| Mexikó   | 3 | 0  | 0 | 3 | 41  | 85 | –44 | 0 |

### A 7.-9. helyért
| június 23. 17:00 | Venezuela | 28 - 23 | Mexikó | Polideportivo de Almirante Brown, Buenos Aires |
| június 23. 17:00 | (12-8)    |         |        | Polideportivo de Almirante Brown, Buenos Aires |
| június 23. 17:00 |           |         |        | Polideportivo de Almirante Brown, Buenos Aires |

| június 24. 9:00 | Egyesült Államok | 33 - 17 | Mexikó | Polideportivo de Almirante Brown, Buenos Aires |
| június 24. 9:00 | (15-10)          |         |        | Polideportivo de Almirante Brown, Buenos Aires |
| június 24. 9:00 |                  |         |        | Polideportivo de Almirante Brown, Buenos Aires |

### Az 5. helyért
| június 23. 17:00 | Grönland | 38 - 19 | Paraguay | Polideportivo de Almirante Brown, Buenos Aires |
| június 23. 17:00 | (20-11)  |         |          | Polideportivo de Almirante Brown, Buenos Aires |
| június 23. 17:00 |          |         |          | Polideportivo de Almirante Brown, Buenos Aires |

### Egyenes kieséses szakasz
|  |            |           |           |               |    |           |           |       |
|  | Elődöntők  | Elődöntők | Elődöntők |               |    | Döntő     | Döntő     | Döntő |
|  | Elődöntők  | Elődöntők | Elődöntők |               |    | Döntő     | Döntő     | Döntő |
|  | június 23. |           |           |               |    |           |           |       |
|  |            |           |           |               |    |           |           |       |
|  | Argentína  | Argentína | 28        |               |    |           |           |       |
|  | Argentína  | Argentína | 28        | június 24.    |    |           |           |       |
|  | Uruguay    | Uruguay   | 13        |               |    |           |           |       |
|  | Uruguay    | Uruguay   | 13        |               |    | Argentína | Argentína | 22    |
|  | június 23. |           |           |               |    | Argentína | Argentína | 22    |
|  |            |           | Brazília  | Brazília      | 21 |           |           |       |
|  | Chile      | Chile     | Brazília  | Brazília      | 21 | 33        |           |       |
|  | Chile      | Chile     |           |               |    |           |           |       |
|  | Brazília   | Brazília  | 35        |               |    |           |           |       |
|  | Brazília   | Brazília  | 35        | Bronzmérkőzés |    |           |           |       |
|  |            |           |           |               |    |           |           |       |
|  | június 24. |           |           |               |    |           |           |       |
|  |            |           |           |               |    |           |           |       |
|  | Uruguay    | Uruguay   | 27        |               |    |           |           |       |
|  | Uruguay    | Uruguay   | 27        |               |    |           |           |       |
|  | Chile      | Chile     | 37        |               |    |           |           |       |
|  | Chile      | Chile     | 37        |               |    |           |           |       |